# Geoff Ryman
Geoffrey Charles Ryman (n. 9 mai 1951, Canada) este un scriitor canadian de science fiction și de fantasy.

## Scrieri

### Romane
- The Warrior Who Carried Life (1985)
- The Child Garden (1989)
- Was... (1992)
- 253, or Tube Theatre (1996 online, 1998 tipărită)
- Lust (2001)
- Air: Or, Have not Have (2005)
- The King's Last Song (2006 Marea Britanie, 2008 Statele Unite)

### Colecții
- Unconquered countries: Four novellas (1994)
- Paradise Tales (iulie 2011, Small Beer Press)

## Legături externe
- Geoff Ryman la Internet Speculative Fiction Database